# General Ourumov
General Arkady Grigorovich Ourumov é um personagem do filme 007 contra Goldeneye, da série cinematográfica do espião britânico James Bond. Foi interpretado pelo ator alemão Gottfried John.

## Características
Como coronel, Ourumov é o responsável pela segurança de uma fábrica de armas químicas no interior da União Soviética, explodida por James Bond no início do filme. Mais tarde promovido a general, torna-se um traidor e renegado, comandando um massacre no centro espacial russo de Severnaya e aliando-se a Alec Trevelyan no plano de usar o satélite Goldeneye para destruir a economia britânica e conseguir enormes lucros pessoais. Visto pelos britânicos como o próximo 'Homem de Ferro' da URSS, tem uma presença imponente mesmo sem ser fisicamente ameaçador.

## Filme
Ourumov comanda o massacre em Severnaya, junto com a capanga e assassina Xenia Onatopp, para roubar os códigos do Goldeneye, mas depois de um encontro com o ministro da Defesa Mishkin descobre que uma técnica da estação, Natalya Simonova, é uma sobrevivente inesperada do massacre. Para apagar seus rastros, manda Boris Grishenko, também programador de computadores de Severnaya mas poupado no massacre por ser um cúmplice da organização, fazer contato com Simonova para raptá-la.
Porém, James Bond e Natalya são levados até Mishkin através de Valentin Zukovsky, ex-agente da KGB e agora aliado de Bond, e o ministro descobre a traição de Ourumov. Sem conseguir chegar a tempo de calar Natalya, o general mata Mischkin e tenta matar o casal, fazendo parecer que eles mataram o ministro, mas 007 e a bond girl fogem pelo edifício, mas ela é recapturada pelos homens de Ourumov. Para impedir o rapto de Natalya, Bond persegue o carro do general e seus homens num tanque, pelas ruas de São Petersburgo, causando grande destruição por onde passa, mas sem sucesso.
A perseguição termina numa linha férrea, onde Ourumov transfere Natalya para o quartel-general volante da 'Janus", um trem blindado onde estão Xenia e Alec Trevelyan. Bond então coloca o tanque em cima dos trilhos para impedir o trem de prosseguir viagem, atira nele com o canhão e depois da colisão com o trem em chamas, ele entra no vagão onde todos se encontram e mata Ourumov a tiros, durante a confusão que se segue.